# Florian Kohfeldt
Florian Kohfeldt (Siegen, 5 oktober 1982) is een Duits voetbaltrainer. In september 2024 werd hij aangesteld als trainer van SV Darmstadt 98.

## Trainerscarrière
Kohfeldt was als tiener, tot zijn negentiende jaar, doelman bij TV Jahn Delmenhorst uit Delmenhorst. Hij begon in 2006 als trainer in de jeugdopleiding van Werder Bremen. In de acht jaren die volgden had de Duitser diverse jeugdteams onder zijn hoede.
Toen Viktor Skrypnyk in 2014 het stokje van Robin Dutt overnam als trainer van het eerste elftal, vergezelde Kohfeldt hem samen met Torsten Frings als assistent. Op 2 oktober 2016 werden Skripnik en Frings ontslagen vanwege teleurstellende resultaten en Kohfeldt werd de nieuwe trainer van het tweede elftal van Werder. Skripnik werd opgevolgd door Alexander Nouri. Een jaar later werd ook Nouri ontslagen vanwege teleurstellende resultaten en Kohfeldt nam tijdelijk het stokje van hem over. Na anderhalve maand besloot de clubleiding dat hij een vaste aanstelling zou krijgen als hoofdtrainer. Op 16 mei 2021 werd hij, een speelronde voor het einde van het seizoen, ontslagen en opgevolgd door Thomas Schaaf.
Eind oktober 2021 werd Kohfeldt hoofdtrainer van VfL Wolfsburg ter vervanging van de ontslagen Mark van Bommel. Aan het einde van het seizoen werd hij weer ontslagen na een twaalfde plaats in de eindstand. In juni 2023 werd hij aangesteld bij KAS Eupen. Na een seizoen bij Eupen werd Kohfeldt in september 2024 aangesteld als nieuwe trainer van SV Darmstadt 98, waar hij Torsten Lieberknecht opvolgde.